# أزمة جنق قلعة
أزمة جنق قلعة (بالتركية: Çanakkale Krizi)‏ (بالإنجليزية: Chanak Crisis)‏ هي أزمة أو نذير حرب ظهرت في سبتمبر 1922 بين المملكة المتحدة وحكومة الجمعية الوطنية الكبرى في تركيا. وجنق قلعة هي مدينة تقع على الجانب الأناضولي من مضيق الدردنيل. بدأت الأزمة بعد أن طردت تركيا الجيش اليوناني من الأناضول واستردت إزمير، فأرادت استعادة أراضيها التي احتلها الحلفاء في اسطنبول وتراقيا الشرقية. وقد توجهت القوات التركية نحو المواقع البريطانية والفرنسية في منطقة الدردنيل المحايدة. وبدا لبعض الوقت أن شبح الحرب قد لاح بين بريطانيا وتركيا، إلا أن كندا رفضت الحرب كما رفضتها فرنسا وإيطاليا. ولم يكن الرأي العام البريطاني يريد الحرب. وكذلك الجيش البريطاني، حيث رفض الجنرال الشهير السير تشارلز هارينجتون توجيه إنذار إلى الأتراك لأنه اعتمد على تسوية تفاوضية. ورفض المحافظون في الحكومة الائتلافية البريطانية اتباع رئيس الوزراء الليبرالي ديفيد لويد جورج الذي كان يدعو مع ونستون تشرشل إلى الحرب. كانت طريقة تعامل الحكومة البريطانية مع الأزمة، سبباً رئيسياً في سقوط حكومة رئيس الوزراء البريطاني ديفيد لويد جورج. وبالإضافة إلى ذلك، كانت تلك الأزمة مناسبة للتأكيد على استقلال الحكومة الكندية دبلوماسياً عن سياسة بريطانيا العظمى.
أصيب المجتمع البريطاني بالهلع من تلك الأزمة، خوفا من الذهاب إلى الحرب مرة أخرى. وكان لعدم تشاور رئيس الوزراء لويد جورج مع رؤساء وزارات دول الكومنولث أثر السلبي على الأزمة. فخلافاً للحالة التي كان عليها الوضع قبل ثماني سنوات عندما اندلعت الحرب العالمية الأولى، اعتبرت كندا نفسها على وجه الخصوص ليست طرفاً في الصراع. فقد أصر رئيس الوزراء الكندي «ماكينزي كينج» على أن البرلمان الكندي هو من ينبغي عليه اتخاذ قرار بشأن المشاركة في الحرب، وعلى البلاد أن تتبع هذا القرار. وبينما كانت هذه المسألة تناقش في البرلمان الكندي، انتهت الأزمة. وبذلك أكّد كينج على استقلالية القرار الكندي، وأن البرلمان هو من يقرر الدور الذي تضطلع به كندا في الشؤون الخارجية.

## الأحداث
بعد طرد القوات التركية الجيش اليوناني من الأناضول، ثم استعادت إزمير في 9 سبتمبر. بدأت تتقدم نحو العاصمة إسطنبول في المنطقة المحايدة. وفي 10 سبتمبر أعرب مكتب الحرب (وهو وزارة الدفاع البريطانية في الوقت الحالي) عن مخاوفه بشأن فائدة الجيش اليوناني، وحث على انسحاب بريطانيا إلى جاليبولي، لكن هارينغتون رفض النصيحة لأنه يعتقد أن مثل هذا الهجوم غير محتمل، وأن قوة صغيرة يمكن أن تكون رادعًا فعالاً. وفي مقابلة نُشرت في صحيفة ديلي ميل 15 سبتمبر 1922 صرح زعيم الحركة الوطنية التركية مصطفى كمال أتاتورك: «أن مطالبنا لم تتغير بعد انتصارنا الأخير. نطالب بآسيا الصغرى وتراقيا حتى نهر ماريتسا وإسطنبول ... يجب أن تكون لدينا عاصمتنا، وفي تلك الحالة علََي أن أسير إلى إسطنبول مع جيشي، الأمر الذي سيكون شأنًا لبضعة أيام فقط. أفضل الحصول على مطالبنا عن طريق التفاوض، على الرغم من أنه لا يمكنني الانتظار إلى أجل غير مسمى.» اجتمع مجلس الوزراء البريطاني في نفس اليوم، وقرر بقاء القوات البريطانية في مواقعها. في اليوم التالي وفي غياب وزير الخارجية اللورد جورج كورزون، أصدر بعض وزراء الحكومة بيان هددوا فيه تركيا بإعلان بريطانيا والدومينيون الحرب عليها، لأنها انتهكت معاهدة سيفر. في 18 سبتمبر بعد عودته إلى لندن أشار كرزون في بيان صحفي أن هذا القرار سيثير غضب رئيس وزراء فرنسا ريمون بوانكاريه المؤيد للأتراك، ثم غادر إلى باريس لمحاولة تلطيف الأجواء. إلا أن بوانكاريه قد قرر مسبقًا سحب الكتيبة الفرنسية من جنق قلعة. بلغ كرزون باريس يوم 20 سبتمبر، وبعد عدة اجتماعات غاضبة مع بوانكاريه، تم التوصل إلى اتفاق للتفاوض على هدنة مع الأتراك.
في غضون ذلك بدأ بتنظيم السكان الأتراك الذين يعيشون في إسطنبول لشن هجوم محتمل من القوات الكمالية على المدينة. على سبيل المثال كتب إرنست همينغوي الذي كان يعمل في صحيفة تورنتو ديلي ستار في ذلك الوقت مراسلاً حربياً عن حادثة معينة:
في إحدى الليالي، أوقفت مدمرة ... زورقًا محملاً بالنساء التركيات اللائي كن يعبرن من آسيا الصغرى... وأثناء البحث عن أسلحة تبين أن جميع النساء هم رجال، وجميعهم مسلحين وثبت فيما بعد أنهم ضباط كماليون أرسلوا لتنظيم السكان الأتراك في الضواحي في حالة وقوع هجوم على إسطنبول.
كان كل من لويد جورج وونستون تشرشل ومعهما المحافظين اللورد بيركينهيد وأوستن تشامبرلين في السياسة البريطانية مؤيدين لليونان وراغبين للحرب. أما المحافظين الآخرين في تحالف الحكومة كانوا موالين للترك ويرفضون الحرب. عندها أصبح لويد جورج ومنصبه رئيس التحالف غير مقبول. تأثرت حكومته بمعلومات استخبارية كاذبة، منها احتمال أن تبرم تركيا اتفاقية عسكرية مع روسيا السوفيتية. ومع أن جهاز الاستخبارات البريطاني ذكر أن تركيا وروسيا السوفيتية هما متوجهان إلى ذلك فعليا، إلا أن مجلس الوزراء واصل الإعراب عن قلقه بشأن تدخل البحرية السوفيتية. نشر تشرشل بيانًا مؤيدًا للحرب محذرا من هجوم تركي كبير على أوروبا يقضي على نتائج الحرب، مما عرََض الحكومة البريطانية للإحراج والانتقاد على نطاق واسع. وقد تلقى لويد جورج تحذيرًا بدعمه لليونان من وزارة الخارجية وهيئة الأركان العامة الإمبراطورية وحتى القائد الأعلى للحلفاء فرديناند فوش لكنه تجاهلهم. وفوقها انزعاج المجتمع البريطاني من حادثة جنق قلعة وإمكانية خوض الحرب مرة أخرى. كما أدى إلى تقويض لويد جورج أنه لم يستشر رؤساء وزراء الدومينيون بشكل كامل.
على عكس ماجرى في 1914 عند اندلاع الحرب العالمية الأولى لم تحاول كندا الإنغماس في الصراع. وبدلاً من ذلك أصر رئيس الوزراء ماكنزي كينج على أن البرلمان الكندي يجب أن يقرر مسار العمل الذي ستتبعه الدولة. شعر كينج بالإهانة من البرقية التي تلقاها من تشرشل يطلب من كندا إرسال قوات إلى جنق قلعة لدعم بريطانيا، وأرسل برقية تمت صياغتها بلغة القومية الكندية، معلناً أن كندا لن تدعم بريطانيا تلقائيًا إذا دخلت الحرب مع تركيا. بالنظر إلى أن غالبية نواب حزب كينج الليبرالي عارضوا خوض الحرب مع تركيا ومعهم النواب التقدميين الذين كانوا يدعمون حكومة الأقلية التي ينتمي إليها كينج، فمن المحتمل أن تعلن كندا الحياد إذا اندلعت الأزمة. أدت قضية جنق قلعة إلى انقسام الرأي العام الكندي بشكل سيئ بين الكنديين الفرنسيين والقوميين الكنديين الإنجليز مثل الأستاذ أوسكار سكيلتون الذي قال إن كندا يجب ألا تصدر شيكات على بياض لبريطانيا مثل تلك الصادرة في 1914، داعما قرار كينج الضمني بالحياد. وعلى النقيض انتقد زعيم حزب المحافظين آرثر ميغن كينج في خطاب ألقاه في تورنتو وأعلن:«عندما أتت رسالة بريطانيا، كان ينبغي على كندا أن تقول: جاهز جاهز نحن نقف إلى جانبك». كانت القضية قد نوقشت في مجلس العموم الكندي، وبالنهاية انتهت أزمة جنق قلعة. ومع ذلك أوضح كينج وجهة نظره: بأن البرلمان الكندي هو من يقرر الدور الذي ستلعبه كندا في الشؤون الخارجية ويمكن أن يختلف عن الحكومة البريطانية. ولم يقدم رؤساء وزراء الدومينيون الأخرى ومعهما يوغوسلافيا وإيطاليا ورومانيا أي دعم، باستثناء نيوفاوندلاند ونيوزيلندا اللتين عرض كل منهما كتيبة.
في 23 سبتمبر قرر مجلس الوزراء البريطاني إعطاء تراقيا الشرقية للأتراك، مما أجبر اليونانيين على التخلي عنها دون قتال. أقنع هذا أتاتورك بقبول بدء محادثات الهدنة وفي 28 سبتمبر أخبر البريطانيين أنه أمر قواته بتجنب أي اشتباك في جنق قلعة، ورشح مودانيا كمكان لمفاوضات السلام. التقى الطرفان هناك في 3 أكتوبر واتفقا على شروط هدنة مودانيا في 11 أكتوبر، قبل ساعتين من موعد هجوم القوات البريطانية.

## النتائج
أدى اندفاع لويد جورج إلى الدعوة لعقد اجتماع للنواب المحافظين في نادي كارلتون في 19 أكتوبر 1922، والذي أقر اقتراحًا بأن يجب على حزب المحافظين خوض الانتخابات العامة التالية منفردًا. كان لهذا القرار تداعيات وخيمة على لويد جورج ، حيث شكّل حزب المحافظين الغالبية العظمى من تحالف ما بعد الحرب في 1918-1922. وفي الواقع لم يكن ممكناً لهذا الحزب تشكيل حكومة أغلبية بدون الائتلاف.
كما فقد لويد جورج دعم اللورد كرزون المؤثر، الذي اعتبر أن رئيس الوزراء كان يراوغ من وراء ظهره. بعد قرار نادي كارلتون، صوت النواب 185 مقابل 85 مقابل إنهاء التحالف. استقال لويد جورج من منصب رئيس الوزراء، ولم يعد أبدًا إلى مجلس الوزراء. وفاز المحافظون تحت قيادة زعيم الحزب العائد بونار لو في الانتخابات العامة لسنة 1922 بأغلبية إجمالية.
انسحبت القوات البريطانية والفرنسية في نهاية الأمر من المنطقة المحايدة في صيف 1923 بعد التصديق على معاهدة لوزان.
تحدت أزمة تشاناك بشكل أساسي الافتراض القائل بأن دول السيادة ستتبع بريطانيا تلقائيًا في الحرب. غيرت الأزمة العلاقات بين دول دومينيون ولندن ، مما مهد الطريق أمام قانون وستمنستر الأساسي لعام 1931 ، الذي أعلن صراحة أن دومينيون لديها القدرة على إعلان الحرب.

## للقراءة
- Adelson, Roger. London and the Invention of the Middle East: Money, Power, and War, 1902–1922 (1995) pp 207–11
- Darwin, J. G. "The Chanak Crisis and the British Cabinet", History (1980) 65#213 pp 32–48. online
- Ferris, John. "'Far too dangerous a gamble'? British intelligence and policy during the Chanak crisis, September–October 1922." Diplomacy and Statecraft (2003) 14#2 pp: 139–184. online
- Ferris, John. "Intelligence and diplomatic signalling during crises: The British experiences of 1877–78, 1922 and 1938." Intelligence and National Security (2006) 21#5 pp: 675–696. online
- Laird, Michael. "Wars averted: Chanak 1922, Burma 1945–47, Berlin 1948." Journal of Strategic Studies (1996) 19#3 pp: 343–364. DOI:10.1080/01402399608437643
- Mowat, Charles Loch., Britain Between The Wars 1918-1940 (1955) pp 116–19, 138.
- Sales, Peter M. "WM Hughes and the Chanak Crisis of 1922." Australian Journal of Politics & History (1971) 17#3 pp: 392–405.
- Steiner, Zara. The Lights that Failed: European International History 1919–1933 (Oxford History of Modern Europe) (2005) pp 114–19
- Walder, David. The Chanak Affair (Macmillan, 1969)
- Darwin, J. G. "The Chanak Crisis and the British Cabinet," History, Feb 1980, Vol. 65 Issue 213, pp 32–48
- Dawson, Robert Macgregor. William Lyon Mackenzie King: 1874-1923 (1958) pp 401–16
- Macfie, A. L. "The Chanak Affair (September-October 1922)," Balkan Studies 1979, Vol. 20 Issue 2, pp 309–341